# Mnemosyne (film)
Mnemosyne – amerykański film eksperymentalny z 2002 roku w reżyserii Beaty Poźniak.

## Opis fabuły
Optyczna podróż, kierowana przez Matkę pamięci, poprzez chaotyczny świat okrucieństw i piękna, w którym sztuka objawia sens ludzkiej natury. Film oparty na starożytnym poemacie Grzmot: Umysł doskonały - rzeczywista podróż ludzkiej rasy, badający, gdzie byliśmy i czym możemy się stać [być]. Idziemy w tę podróż przez głos i ciało Mnemosyne - Matkę Pamięci, zagraną przez Beatę Poźniak.